# La Muerte
"La Muerte" é uma canção gravada pela cantora brasileira Luísa Sonza e a rapper dominicada Tokischa, incluída no terceiro álbum de estúdio de Sonza, Escândalo Íntimo (2023). Composta pelas artistas em conjunto com Elena Rose e Daramola, com produção assinada por Daramola. A faixa, que serve como quinto single e o primeiro após o lançamento do disco, foi disponibilizada em 14 no novembro de 2023, através da Sony.
Um remix da faixa com o produtor britânico TroyBoi foi incluída na edição deluxe do disco.

## Composição
Por meio dos stories do Instagram, Sonza foi questionada do motivo que a canção se chama "La Muerte" e ela revelou que se trata de um momento no relacionamento que já terminou, mas você tem recaídas porque sente atração, mas você não sente amor e ainda fica se sujeitando à isso. "É o momento que fica muito tóxico e horroroso, é o momento da morte", comentou.
Eu queria uma música que representasse isso. Bem tóxico, mas que a gente fica preso, assim, de uma maneira ou de várias maneiras à um relacionamento que, na verdade, já acabou, que não tem mais pra onde ir. A gente força por tesão, por apego, enfim. Mas, todas as vezes que eu vivi, que fiquei com isso, foi uma morte pra mim.

## Interlúdio - De Amor
"Interlúdio - De Amor" é um dos três interlúdio presentes no álbum Escândalo Íntimo. Dividindo o Lado B e o Lado C do disco, a faixa, que possui sample da introdução de "La Muerte", apresenta um áudio de um término da cantora.

## Antecedentes e promoção
Em maio de 2023, Sonza realizou uma transmissão ao vivo, no TikTok, na qual revelou que usaria um áudio de um término dela em um dos interlúdios presentes no disco. Meses depois, a canção foi revelado com o título "Interlúdio - De Amor". Em 29 de agosto, quando Escândalo Íntimo foi lançado, "La Muerte" e "Interlúdio - De Amor" foram exibidos como duas das seis faixas bloqueadas do álbum.
Mais tarde, Sonza foi confirmada para se apresentar no Prêmio Multishow de Música Brasileira 2023, que aconteceria em 7 de novembro. Em sua performance, cantou um medley de "Chico" e "La Muerte", que, até então, era desconhecida pelo público. Alguns dias depois, anunciou a participação de Tokischa e o lançamento oficial para o dia 14, à meia-noite no horário de Brasília, do mesmo mês. Um dia antes do lançamento, o áudio do interlúdio foi vazado.

## Faixas e formatos
| Download digital / streaming |             |         |  |
| N.º                          | Título      | Duração |  |
| 1.                           | "La Muerte" | 2:35    |  |